# Kröningen av Charles III och Camilla
Kröningen av Charles III och Camilla var en kröning av Storbritanniens monark kung Charles III och hans hustru Storbritanniens drottninggemål Camilla av Storbritannien. Kröningen ägde rum den 6 maj 2023 i Westminster Abbey i London. Kung Charles blev kung vid Elizabeth II:s död den 8 september 2022. Kung Charles är den äldsta personen i historien som har krönts till Storbritanniens monark.
Kröningen leddes av ärkebiskopen av Canterbury, Justin Welby. 
Kung Charles kröning var den 40:e kröningen i Westminster Abbey sedan kröningen av Vilhelm Erövraren år 1066.

## Kröningsdagen

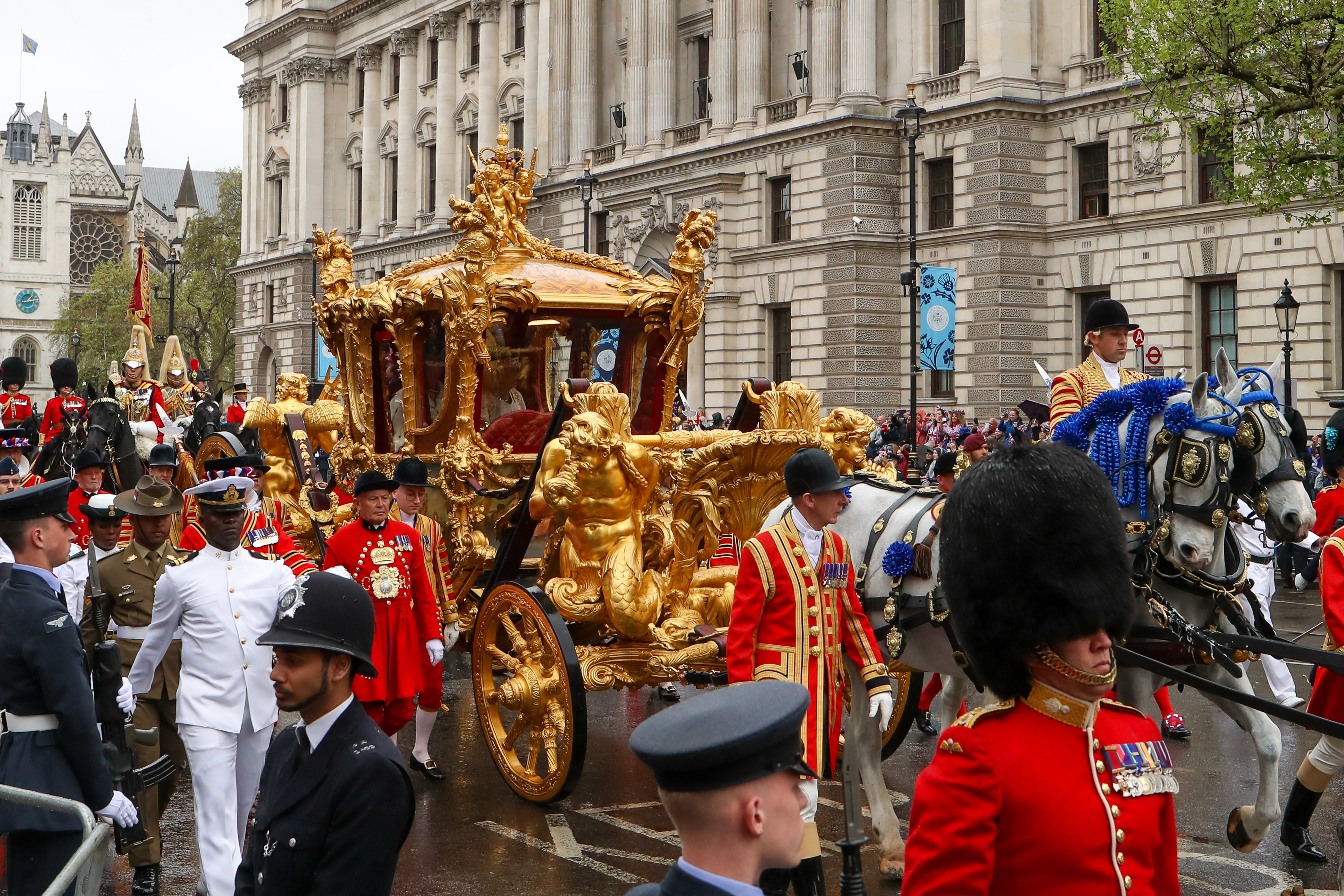
Kung Charles och Camilla i "Gold State Coach" efter kröningen i Westminster Abbey.

På dagen för kröningen deltog kung Charles och drottninggemål Camilla, i procession från Buckingham Palace till Westminster Abbey. Kungaparet åkte i "Diamond Jubilee State Coach", en hästdragen vagn som gjordes för att fira Elizabeth II:s 80-årsdag, men inte färdigställandet blev försenat och den användes istället för hennes diamantjubileum.